# Biblioteca Nacional del Paraguay
La Biblioteca Nacional del Paraguay, fundada el 21 de septiembre de 1887 mediante una ley, es una institución cultural dependiente de la Dirección General de Bienes y Servicios Culturales de la Secretaría Nacional de Cultura. Su misión principal es compilar, catalogar, preservar y hacer accesible el patrimonio documental del país, incluyendo toda clase de materiales publicados en Paraguay o relacionados con él.
En el ámbito internacional, la Biblioteca Nacional asumió la presidencia de la Asociación de Estados Iberoamericanos para el Desarrollo de las Bibliotecas Nacionales de Iberoamérica (ABINIA), el 2 de octubre de 2015, para el periodo 2015-2017.
La Biblioteca Nacional ofrece servicios orientados a promover el conocimiento, preservar la memoria colectiva y fomentar la investigación. Entre sus servicios se incluyen referencias bibliográficas, digitalización, capacitación para bibliotecas públicas, visitas guiadas y la gestión del sistema ISBN en el país. Ubicada en De la Residenta N.º 820 casi Perú, en Asunción, la institución opera de lunes a sábado y se mantiene como un espacio abierto al público, albergando actividades culturales y académicas.

## Historia
La Biblioteca Nacional del Paraguay fue creada junto con el Museo Nacional mediante la ley promulgada el 21 de septiembre de 1887 por el presidente Patricio Escobar, tras un proyecto presentado por los senadores Bernardino Caballero, José Segundo Decoud y Rosendo Carísimo. Inicialmente, estuvo a cargo de una comisión designada por el Poder Ejecutivo para fomentar y supervisar sus actividades.
En sus primeros años, la Biblioteca Nacional del Paraguay recibió los fondos y bienes de la biblioteca pública y el museo municipal de Asunción, incrementando su acervo cultural. En 1891, se designó como encargado a Antonio Franco, quien fue su primer director oficial. La institución enfrentó dificultades relacionadas con la falta de espacio adecuado, lo que limitó su desarrollo, pero en 1897 se construyó un edificio propio donde se reabrió con horarios ampliados.
En 1903, durante el gobierno de Juan Antonio Escurra, se unificó la Biblioteca con el Museo y el Archivo Nacional, bajo una sola dirección. Esta organización permaneció hasta 1991, cuando las tres instituciones se separaron, subordinándose directamente a la Subsecretaría de Cultura, actualmente Secretaría Nacional de Cultura.
Desde 1959, la Biblioteca Nacional del Paraguay funciona en su sede actual, ubicada en la calle De la Residenta 820, Asunción. Entre 2009 y 2012, durante el gobierno de Fernando Lugo, se llevó a cabo un proceso de modernización liderado por el ministro de Cultura Ticio Escobar, la directora Zayda Caballero y el arquitecto Carlos Colombino.
Hoy en día, la Biblioteca Nacional del Paraguay depende de la Dirección General de Bienes y Servicios Culturales y continúa siendo un referente para la preservación y promoción del patrimonio bibliográfico y documental del Paraguay. Cuenta con colecciones de libros, registros, gacetas, anuarios, revistas y periódicos en los que se encuentran informaciones sobre la historia política, social y cultural del país que datan de 1752. Hay periódicos microfilmados y digitalizados de 1842 a 1900.